# جيسيكا فينيكس
جيسيكا فينيكس هي فارسة ‏ كندية، ولدت في 16 أكتوبر 1983.

## وصلات خارجية
- جيسيكا فينيكس على موقع الاتحاد الدولي للفروسية (الإنجليزية)
- جيسيكا فينيكس على موقع FEI (رابط بديل) (الإنجليزية)
- جيسيكا فينيكس على موقع أوليمبيديا (الإنجليزية)
- جيسيكا فينيكس على موقع اللجنة الأولمبية الكندية (الإنجليزية)